# Fontvieille (Bocas do Ródano)
Fontvieille é uma comuna francesa na região administrativa da Provença-Alpes-Costa Azul, no departamento de Bocas do Ródano. Estende-se por uma área de 40,18 km². Em 2010 a comuna tinha 3 648 habitantes (densidade: 90,8 hab./km²).